# Cuneonemertes obesa
Cuneonemertes obesa is een soort in de taxonomische indeling van de snoerwormen (Nemertea). De huid van de worm is geheel met trilharen bedekt. De snoerworm jaagt op prooien van eigen omvang en vangt deze met behulp van zijn slurf. 
De worm behoort tot het geslacht Cuneonemertes en behoort tot de familie Pelagonemertidae. De wetenschappelijke naam van de soort werd voor het eerst geldig gepubliceerd in 1954 door Coe.